# Бондик Валерій Анатолійович
Валерій Анатолійович Бондик (нар. 1 квітня 1964, м. Добропілля, Донецька область) — український політик, юрист, член Вищої ради юстиції (березень 2007 — травень 2013), колишній депутат Верховної Ради від Партії регіонів (2006–2012).

## Біографія
Народився 1 квітня 1964 (м. Добропілля, Донецька область) в сім'ї шахтаря.
Освіта: Донецьке вище військово-політичне училище інженерних військ і військ зв'язку (1981–1985); Національна юридична академія України імені Ярослава Мудрого (1996), юрист.
Кандидат юридичних наук (з 2010 р.) — дисертацію на тему: «Трансформація відносин власності у процедурі банкрутства: правові аспекти» написав і захистив в Одеській національній юридичній академії
Народний депутат України 6-го скликання з листопада 2007 до грудня 2012 від Партії регіонів, № 130 в списку. Голосував за закон Ківалова-Колесніченка. На час виборів: перший заступник Міністра юстиції України, член ПР. Член фракції Партії регіонів (з листопада 2007). Заступник голови Комітету з питань правосуддя (з грудня 2007).
Народний депутат України 5-го скликання з квітня 2006 до березня 2007 від Партії регіонів, № 101 в списку. На час виборів: помічник-консультант народного депутати України, безпартійний. Член фракції Партії регіонів (з травня 2006). Голова підкомітету з питань формування суддівського корпусу Комітету з питань правосуддя (з липня 2006). Склав депутатські повноваження 15 березня 2007.

## Трудова діяльність
- 08.1981-07.1985 — курсант, Донец. військово-політичне училище інж. військ і військ зв'язку.
- 09.1985-08.1986 — заст. ком. роти з політчастини, в/ч 77047 Туркменістан.
- 08.1986-08.1990 — заст. ком. в/ч пп 14051 з політчастини, Угорщина.
- 10.1990-09.1991 — інструктор, політорганізатор ідеологічного відділу, Донец. МК КПУ.
- 09.-12.1991 — юрисконсульт Донецької залізниці.
- 02.-07.1992 — юрисконсульт, брокер. фірма «Варіант», м. Донецьк.
- 08.1992-08.1994 — юрист, викон. директор, заст. ген. директора, ТОВ "Юридична фірма «ІНЮР», м. Донецьк.
- 05.1994-07.1995 — юрист, Держ. податкова інспекція Калінінського району м. Донецька.
- 07.1995-04.1996 — стажер прокурора відділу, прокуратура Донец. обл.
- 04.1996-10.1998 — нач. юрид. відділу, кондитер. фабрика «АВК», м. Донецьк.
- З 10.1998 — адвокат, арбітражний кер., Науково-метод. центр позакризового управління, санації та банкрутства, м. Донецьк.
- З 09.1999 — викладач (за сумісництвом) Донецької державної академія управління.
- 17.02.2004-08.12.2004 — член Центральної виборчої комісії[6][7].
- 2004—2005 — помічник-консультант народного депутата України.
- 02.-11.2007 — перший заступник Міністра юстиції України[8][9].

Депутат Донецької облради (1998–2006).
Державний службовець 1-го рангу (квітень 2004).

## Державні нагороди
- Орден «За заслуги» III ст. (24 серпня 2012) — за значний особистий внесок у соціально-економічний, науково-технічний, культурно-освітній розвиток Української держави, вагомі трудові здобутки, багаторічну сумлінну працю та з нагоди 21-ї річниці незалежності України[11]
- Заслужений юрист України (12.2009)[12].
- Медаль «70 років ЗС СРСР» (02.1987).